# Michael Polanyi
Michael Polanyi (Polányi Mihály, ur. 12 marca 1891 w Budapeszcie, zm. 22 lutego 1976 w Northampton) – węgiersko-brytyjski fizykochemik, określany mianem polihistora, jego działalność obejmowała dziedziny chemii, filozofii i ekonomii.
Ojciec chemika i noblisty Johna Polanyiego, brat ekonomisty Karla Polanyiego. Był głęboko wierzącym katolikiem.

## Chemia i fizyka
Michael Polanyi wprowadził podstawy teoretyczne rentgenografii strukturalnej włókien
, metody użytej później m.in. do wyjaśnienia struktury DNA i białek (zobacz biologia strukturalna).
W roku 1935, Polanyi był jednym z głównych autorów teorii stanu przejściowego, która stanowi jedną z podstaw kinetyki chemicznej do dziś.

## Wiedza milcząca
Michael Polanyi wprowadził pojęcie wiedzy milczącej, ważne współcześnie w dziedzinie zarządzenia wiedzą. Uważał to za swoje najważniejsze odkrycie.